# Mixophyes fasciolatus
A Mixophyes fasciolatus a kétéltűek (Amphibia) osztályának békák (Anura) rendjébe, a Myobatrachidae családba, azon belül a Mixophyes nembe tartozó faj.

## Előfordulása
Ausztrália endemikus faja. Queensland állam középső-keleti részén fekvő Clarke Range-től az Új-Dél-Wales államban húzódó Blue Mountains-ig honos, parti vagy hegyvidéki esőerdőkben. Elterjedési területének mérete hozzávetőleg 214 700 km².

## Megjelenése
Nagytestű, akár a 10 cm testhosszúságot is elérő békafaj. Háta rézbarna, sárgásbarna vagy barna színű, középen több sötétebb folt található, amelyek néha egy összefüggő csíkot alkotnak, a csík a szemek között Y-alakban kezdődik. Orrlyukától a szeme mögötti területig egy fekete csík húzódik, orra hegyén pedig egy fekete háromszög alakú folt található. Oldala világosbarna vagy krémszínű, fekete foltokkal. A hasa fehér. Pupillája függőleges elhelyezkedésű, a szivárványhártya sötétbarna. A lábakon és a karokon sötét vízszintes sávok vannak. Mellső lábainak ujjai között nincs úszóhártya, a hátsókon háromnegyed részig úszóhártya van; ujjai végén nincsenek korongok.

## Életmódja
A faj megtalálható az emberi tevékenység által zavart és mezőgazdasági területeken található. Napközben a levélaljba ássa magát, és éjszaka bújik elő. A környező növényzetben nagy máretű gerinctelen állatokra leselkedik. Hangja mély, durva, torokból jövő "waark" hanghoz hasonlít. 
Tavasztól őszig, eső után szaporodik. A petéket a nőstény lábával kilöki a vízből, így azok a patakmedrek melletti iszapos partokon és sziklafalakon ragadnak meg. Az ebihalak a kikelés után a vízbe pottyannak. Hosszuk elérheti a 8,5 cm-t, színük aranybarna vagy szürkésbarna. Gyakran a víztestek alján maradnak, és körülbelül 12 hónapig tarthat, amíg békává fejlődnek.

## Természetvédelmi helyzete
A vörös lista a nem fenyegetett fajok között tartja nyilván. Populációja stabil, több védett területen is megtalálható.